# Antonio Folco
Antonio Folco (Novi Ligure, 4 de outubro de 1906 — data de nascimento desconhecido) foi um ciclista italiano. Ele terminou em último lugar no Tour de France 1934.